# Tomoo Kudaka
Tomoo Kudaka (Osaka, 14 maart 1963 - 22 september 1999) was een Japans voetballer.

## Carrière
Tomoo Kudaka speelde tussen 1981 en 1995 voor Gamba Osaka en Cerezo Osaka.